# Thrassis bacchi
Thrassis bacchi är en loppart som först beskrevs av Rothschild 1905.  Thrassis bacchi ingår i släktet Thrassis och familjen fågelloppor.

## Underarter
Arten delas in i följande underarter:
- T. b. bacchi
- T. b. caducus
- T. b. consimilis
- T. b. gladiolis
- T. b. johnsoni
- T. b. pansus
- T. b. setosis